# 陳葦如
陳葦如（英語：Chan Wai Yue，1977年1月4日—），香港now寬頻電視之足球評述員，曾經參與過多屆世界盃的評述工作，最近參與評述2018年和2022年世界盃決賽。他於有線電視出道，以評述意大利甲組聯賽賽事為主。

## 經歷
陳葦如少時已成為一個足球迷，熱愛意大利和丹麥足球，至今收藏不少冷門球隊的球衣。2000年，有線電視為準備2002年世界盃的播映，公開舉辦足球評述員比賽以招募新人，正職為銀行職員的陳葦如參加了第二屆比賽。經過筆試、口試和上堂受訓，有線在100人中挑選了七人，陳葦如就是其中一位，除了他之外，同期獲選並入職有線的參賽者有劉舜文、何柏霖及方栢翹。他第一場評述的賽事是2001年法國盃，加萊對色當的賽事。
2007年，陳葦如轉職到新開台的Now Sports頻道，現時主力評述西班牙甲組聯賽和意大利甲組聯賽賽事。2010年，他辭去了自預科畢業後服務23年的銀行工作，成為全職足球評述員。2017年，他成立個人Facebook專頁，與球迷分享足球資訊。近年，他曾主持數個網上電台足球節目，包括《足球HEHEHE》和《足球先生》。

## 評述風格
陳葦如並非職業足球員出身，評述風格傾向冷靜。他喜愛觀察比賽雙方的總體戰術佈局，在球賽中分析賽事形勢。由於他對不同歐洲球員認識甚深，因而能夠在球賽中為球迷提供不少具深度、細緻的背景資訊。

## 外部連結
- 陳葦如 Facebook 專頁